# Leucophenga japonica
Leucophenga japonica är en tvåvingeart som beskrevs av Vasily S. Sidorenko 1991. Leucophenga japonica ingår i släktet Leucophenga och familjen daggflugor. Inga underarter finns listade i Catalogue of Life.